# Liste du patrimoine mondial de Djibouti
Cet article recense les sites inscrits au patrimoine mondial de Djibouti.

## Statistiques
Djibouti ratifie la Convention pour la protection du patrimoine mondial, culturel et naturel le 30 novembre 2007.
En 2015, Djibouti ne compte aucun site inscrit au patrimoine mondial. Le pays a cependant soumis 10 sites à la liste indicative, 3 culturels, 6 naturels et 1 mixte.

## Liste indicative
Les sites suivants sont inscrits sur la liste indicative.
| Site                                                                              | Région                | Type                           | Date | Lien | Notes | Coordonnées                                                         | Illus. |
| --------------------------------------------------------------------------------- | --------------------- | ------------------------------ | ---- | ---- | --- | ------------------------------------------------------------------- | ------ |
| Aire naturelle protégée de Djalélo (de)                                           | Arta                  | naturel (x)                    | 2015 | 5964 | | 11° 22′ 54″ nord, 42° 46′ 53″ est                                   |        |
| Aire naturelle terrestre protégée d’Assamo                                        | Ali Sabieh            | naturel (x)                    | 2015 | 5963 | | 11° 01′ 29″ nord, 42° 53′ 38″ est                                   |        |
| Lac Abbeh : son paysage culturel, ses monuments naturels et son écosystème        | Dikhil                | mixte (ii), (vii), (viii), (x) | 2015 | 5965 | | 11° 10′ 26″ nord, 41° 49′ 15″ est                                   |        |
| Le lac Assal                                                                      | Tadjourah             | naturel (vii), (viii), (x)     | 2015 | 5959 | | 11° 40′ 41″ nord, 42° 26′ 38″ est                                   |        |
| Le parc national de la Forêt de Day                                               | Tadjourah             | naturel (ix), (x)              | 2015 | 5962 | | 11° 47′ 41″ nord, 42° 42′ 38″ est                                   |        |
| Le paysage urbain historique de la ville de Djibouti et ses bâtiments spécifiques | Djibouti              | culturel (ii), (iv)            | 2015 | 5958 | | 11° 34′ 09″ nord, 43° 08′ 44″ est                                   |        |
| Les gravures rupestres d’Abourma                                                  | Tadjourah             | culturel (i), (iii)            | 2015 | 5957 | | 11° 53′ 59″ nord, 42° 30′ 33″ est                                   |        |
| Les îles Moucha et Maskali                                                        |                       | naturel (viii), (ix), (x)      | 2015 | 5960 | | 11° 33′ 18″ nord, 43° 11′ 24″ est                                   |        |
| Les paysages naturels de la région d'Obock                                        | Obock                 | naturel (vii), (viii), (x)     | 2015 | 5961 | Comprend : - les mangroves de Godoria, Khor Angar et Ras Siyan (en) - les monts Mabla - les îles des Sept Frères | 11° 56′ 42″ nord, 43° 02′ 35″ est 12° 27′ 19″ nord, 43° 25′ 27″ est |        |
| Les tumulus (awellos)                                                             | Ali Sabieh, Tadjourah | culturel (iii), (vi)           | 2015 | 5956 | |                                                                     |        |